# Stelis purpurascens
Stelis purpurascens är en orkidéart som beskrevs av Achille Richard och Henri Guillaume Galeotti. Stelis purpurascens ingår i släktet Stelis och familjen orkidéer. Inga underarter finns listade i Catalogue of Life.